# Pitcairnia lanuginosa
Pitcairnia lanuginosa är en gräsväxtart som beskrevs av Hipólito Ruiz López och Pav.. Pitcairnia lanuginosa ingår i släktet Pitcairnia och familjen Bromeliaceae. Inga underarter finns listade i Catalogue of Life.

## Bildgalleri

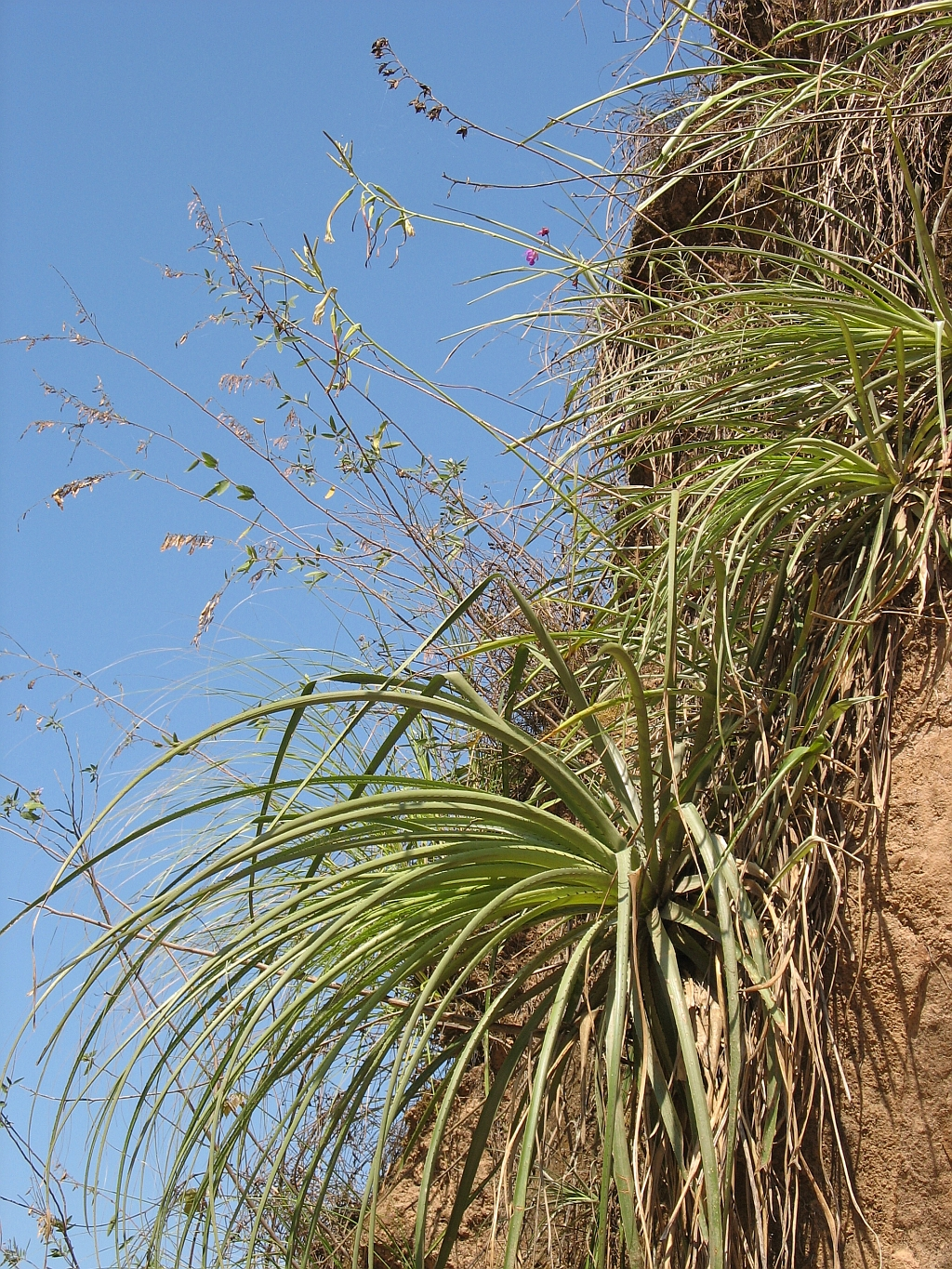